# Tiril Wishman Eeg-Henriksen
Tiril Wishman Eeg-Henriksen, född 14 september 1994 i Norge, är en svensk-norsk skådespelare.

## Karriär
Tiril Wishman Eeg-Henriksen utbildades vid Teaterhögskolan i Malmö 2014–2017. Hon gjorde sin praktik på Teater Tribunalen i Vår tids fruktan och elände och har medverkat i Mio, min Mio samt Frontens Gryningsfärg på Kulturhuset Stadsteatern. Därefter har hon varit engagerad vid Dramaten. I Norge har hon medverkat i Fuck My Life på Det norske teatret, TV-serien Honungsfällan samt filmen Titanics tio liv.

## Filmografi
| År   | Roll            | Produktion        | Noter    |
| ---- | --------------- | ----------------- | -------- |
| 2007 | Liv             | Titanics tio liv  |          |
| 2008 | Lousie Ek       | Honungsfällan     | TV-serie |
| 2018 | Som sig själv   | Livet på Dramaten | TV-serie |
| 2020 | Sofia Björkhaug | Åreakuten         | TV-serie |

## Teater

### Roller (ej komplett)
| År   | Roll                                     | Produktion                                                          | Regi                      | Teater                   |
| ---- | ---------------------------------------- | ------------------------------------------------------------------- | ------------------------- | ------------------------ |
| 2012 |                                          | Fuck My Life Per-Olav Sørensen                                      | Per-Olav Sørensen         | Det norske teatret       |
| 2016 |                                          | Vår tids fruktan och elände                                         | Henrik Dahl               | Teater Tribunalen        |
| 2016 | Jiri Bosse/Mio Riddar Kato Benka/Jum-Jum | Mio, min Mio Astrid Lindgren                                        | Sofia Jupither            | Kulturhuset Stadsteatern |
| 2017 |                                          | Berusade Ivan Vyrypaev                                              | Tobias Theorell           | Bryggeriteatern          |
| 2017 | Astrid                                   | Kapitalism och moderskap: Barnungen Anja Grim                       | Jörgen Dahlqvist          | Bryggeriteatern          |
| 2017 | Kammarjungfrun                           | Kapitalism och moderskap: Ofelias åtrå Felicia Ohly                 | Jörgen Dahlqvist          | Bryggeriteatern          |
| 2017 | Zelal                                    | Frontens gryningsfärg Mustafa Can                                   | Astrid Tobieson Menasanch | Kulturhuset Stadsteatern |
| 2018 | Irene                                    | Påklädaren Ronald Harwood                                           | Eva Dahlman               | Dramaten                 |
| 2018 | Maja                                     | LasseMaja och Hamletmysteriet Jonna Nordenskiöld och Martin Widmark | Jonna Nordenskiöld        | Dramaten                 |
| 2020 |                                          | Kvinnostaden Christine de Pizan                                     | Staffan Valdemar Holm     | Dramaten                 |
| 2022 | Lillungen Martina                        | Kulla-Gulla Martha Sandwall-Bergström                               | Maria Sid                 | Kulturhuset Stadsteatern |